# ヤミー (料理研究家)
ヤミー（1976年8月3日 - ）は、茨城県出身の日本の料理家料理講師育成の教室「Yummy's Cooking Studio」を主宰。

## 概要

### 人物
女子美術大学卒業。卒業後、インテリア会社に入社。テキスタイルデザインの仕事に携わる。入社3年で退社。輸入食材店カルディコーヒーファームで働き始める。2006年1月1日にブログ「大変!!この料理簡単すぎかも…☆★３STEP COOKING★☆」をスタートさせる。翌年には初の書籍を出版。2017年4月からは料理講師育成の教室「Yummy's Cooking Studio」を開始。

### 得意料理
世界中の家庭料理、簡単パン、スパイスハーブを使った料理、3ステップ料理

### TOKYO料理部
FOODIES TVの番組「シェアキッチン」出演がきっかけに2015年3月、料理人森野熊八、料理研究家きじまりゅうた、料理家本田よう一、ヤミーの4人により結成された料理ユニット。毎年、春と秋に～料理家が目の前で料理したものをその場で食べる～をコンセプトとした料理イベント「TOKYO料理部！『ライブキッチン』」を開催している。2016年6月には4人での初の共著である「この一冊があれば!毎日おいしい野菜のおかず500」（成美堂出版）を出版。

### イラスト
友人が主宰している「絵日記倶楽部」に2016年まで所属。

## 経歴

### 企業レシピ開発
- かどや製油株式会社
- マリンフード株式会社
- ハウス食品株式会社[2]
- フランス食品振興会
- ベル・ジャポン「ブルサン」「キリ クリームチーズ」
- 財団法人日本豆類基金
- サッポロビール株式会社[3]
- アンポンフーズ（タイ企業）3か国語レシピブック＆DVD
- アクアクララ「2014年カレンダー」
- アイリスオーヤマ　「ノンフライ熱風オーブン」製品同梱レシピブック
- 日清フーズ　マ・マーマカロニ新パッケージ
- マルハニチロ株式会社[4]
- 日清チルド食品株式会社 他多数

### 雑誌・連載
- ESSE（扶桑社）　連載「3品同時クッキング」
- ESSE（扶桑社）　連載「淳のもてなしゴハン」
- MORE（集英社）　連載「フライパンひとつで今すぐ2品！」

### 著書
- 『ヤミーさんの3STEP COOKING』（主婦の友社、2007年6月、ISBN 978-4072564325）
- 『ヤミーさんの3STEP COOKING 2』（主婦の友社、2008年3月、ISBN 978-4072594421）
- 『ヤミーさんの３STEP朝ごはん』（主婦と生活社、2008年4月、ISBN 978-4391625806）
- 『ヤミーさんのカルディレシピ』（マイナビ、2009年2月、ISBN 978-4-8399-3176-6）
- 『ヤミーさんの3STEP COOKING パンとお菓子ブック』（主婦の友社、2008年11月、ISBN 978-4072633724）
- 『ヤミーさんの3STEP晩ごはん』（主婦と生活社）、2009年1月、ISBN 978-4391627008）
- 『ヤミーさんのおうちで毎日カフェ気分』（東京地図出版、2009年3月、ISBN 978-4808585365）
- 『ヤミーさんのカルディレシピvol.2』（マイナビ、2009年3月、ISBN 978-4-8399-3090-5）
- 『ヤミーさんのおうちでなりきりゴハン屋さん』（小学館、2009年4月、ISBN 9784091022318）
- 『ヤミーさんの3STEPお弁当』（主婦と生活社、2009年8月、ISBN 978-4391628234）
- 『ヤミーさんのチョコスイーツ』（主婦の友社、2009年11月、ISBN 978-4072683460）
- 『ヤミーさん×カルディのワインに合うおつまみレシピ』（マイナビ、2009年12月、ISBN 978-4-8399-3357-9）
- 『ヤミーさんの一畳半のキッチンから生まれた革命的なレシピです。』（青春出版社、2010年10月、ISBN 978-4-413-10992-5）
- 『ヤミーさんの３ＳＴＥＰ　ＣＯＯＫＩＮＧ人気ベストレシピ』（主婦の友社、2010年11月、ISBN 978-4072743416）
- 『簡単! ヤミーさんのCOOL&HOTごはん』（晋遊舎、2011年7月、ISBN 978-4863913370）
- 『ヤミーさんのリレー料理―まとめ買い&調理で残さず食べつなぐ!』（池田書店、2011年10月、ISBN 978-4262129723）
- 『ヤミーさんの簡単すぎ！でも、本格味のパスタ１００』（主婦の友社、2012年3月、ISBN 9784072823811）
- 『ヤミーさんのお気に入り！　あの人に教えてもらったレシピ帖』（新潮社、2012年5月、ISBN 978-4120043772）
- 『ヤミーさんの"1週間で食材使い切り"3STEPレシピ』（主婦の友社、2012年9月、ISBN 978-4-391-14205-1）
- 『「食べたい」ときに、食べたいぶんだけ! ヤミーさんの3STEPで作れる1人分お菓子』（主婦と生活社、2013年3月、ISBN 978-4-391-14316-4）
- 『ヤミーさんの基本7つのスパイスで世界中の料理ができちゃう 簡単3STEPレシピ』（新人物往来社、2012年9月、ISBN 9784404042491）
- 『ヤミーさん×カルディの輸入食材で作る簡単! おいしい!ごちそうレシピ』（マイナビ、2014年3月、ISBN 978-4-8399-5061-3）
- 『ヤミーさんの世界のごはんひとりぶん。』（大和書房、2014年5月、ISBN 9784479920755）
- 『30分で2品完成! 発酵いらずのパンとすぐできるスープ』(扶桑社、2014年10月、ISBN 9784594071479)
- 『ヤミーさんの毎日使えるオーブントースターレシピ 』(扶桑社、2015年5月、ISBN 9784594609771)
- 『4コマレシピ』（主婦と生活社、2016年9月、ISBN 978-4-391-63986-5）
- 『ヤミーのがんばらない毎日ごはん』（宝島社、2017年4月、ISBN 978-4-8002-6882-2）
- 『ヤミーさんのおうちで世界一周レシピ』（主婦の友社、2020年9月、ISBN 978-4-0744-3401-5）
- 台湾・香港版　5冊
- 中国本土版　2冊

### 商品開発
- カフェメニュー開発

カフェカルディーノ カフェメニューの開発（2016年3月～）

### 料理監修
- テレビドラマ「 全ラ飯」（関西テレビ、2023年4月放送）　料理監修[5]

### レギュラー番組
- ヤミーの3ステップクッキング（長野朝日放送、2017年7月5日 - ）